# Sultanat de Dahlak
Fin du XIe siècle – 1557
Entités précédentes :
- Najahides

Entités suivantes :
- Empire ottoman

Le sultanat de Dahlak est un petit royaume médiéval contrôlant l'archipel des Dahlak et certaines parties de la côte africaine de la mer Rouge, aujourd'hui en Érythrée. Son existence est attestée la première fois en 1093. Il profite rapidement de sa situation entre l'Abyssinie et le Yémen ainsi qu'entre l'Égypte et l'Inde. Dans la seconde moitié du XIIIe siècle, Dhalak perd son monopole commercial, entrainant son déclin. Aussi bien l'Empire éthiopien que le Yémen tentent alors d'imposer leur souveraineté sur le sultanat. Il est finalement annexé par l'Empire ottoman en 1557 qui l'intègre à l'eyalet d'Habesh.

## Histoire

### Origines
Après leur conquête des Dahlak en 702, les Omeyyades, puis leurs successeurs les Abbassides, font de l'archipel une prison et lieu d'exil forcé. Au IXe siècle, les îles passent sous la souveraineté du roi d'Éthiopie. En 900, ce dernier conclut un traité d'amitié avec le sultan ziyadide de Zabid au Yémen. Vers le milieu du Xe siècle, il est mentionné que Dahlak est tributaire du sultan Ishaq ibn Ibrahim. Un siècle plus tard, Dahlak est impliqué dans la lutte de pouvoir entre Ziyadides et Najahides, ces derniers s'y réfugiant en 1061. Des combats ont lieu jusqu'en 1086, jusqu'au rétablissant du contrôle des Najahides sur Zabid.

### Apogée
Le premier sultan attesté de Dahlak est Moubarak, mort en 1093. Sa dynastie aurait perduré jusqu'en 1230 ou 1249. C'est au cours de cette période, du XIe au milieu du XIIIe siècle, que le sultanat est le plus prospère. Sa prospérité repose principalement sur son monopole du commerce extérieur de l'arrière-pays éthiopien, mais également dans son implication dans les relations commerciales entre l'Égypte et l'Inde. C'est aussi via Dahlak que l'Éthiopie maintient des relations diplomatiques avec le Yémen. Le sultanat commence à frapper une monnaie peu après la mort du sultan Moubarak, et l'utilise pour payer des biens importés tels que des textiles égyptiens ou du storax (résine issue de l'arbre Liquidambar orientalis).
À partir du XIIe siècle, les sultans de Dahlak contrôlent l'importante cité commerçante de Massaoua, sur la côte africaine de la mer Rouge, gouvernée par un représentant nommé Nai'b. D'autres établissements costaux sur le continent africain ont également pu être controlés par les sultans de Dahlak, du moins temporairement. Pour les Éthiopiens, le sultan de Dahlak est connu sous le titre de Seyuma Bahr (« Préfet de la Mer ») par contraste avec le Bahr Negash (« Seigneur de la Mer ») de Medri Bahri (en). Au milieu du XIIIe siècle, les rois zagwés empruntent une nouvelle route commerciale plus au sud débouchant sur la cité portuaire de Zeilah, ce qui fait perdre à Dahlak son monopole. Autour de la même époque, l'historien andalou Ibn Saïd al-Maghribi note que les sultans de Dahlak peinent à maintenir leur indépendance face aux Rassoulides du Yémen.
Les musulmans de Dahlak ne rencontrent aucun succès dans leur prosélytisme au nord de l'Abyssinie ; l'Église orthodoxe éthiopienne y est en effet bien établie depuis plusieurs siècles et les musulmans n'y sont tolérés qu'en tant que marchands.

### Déclin

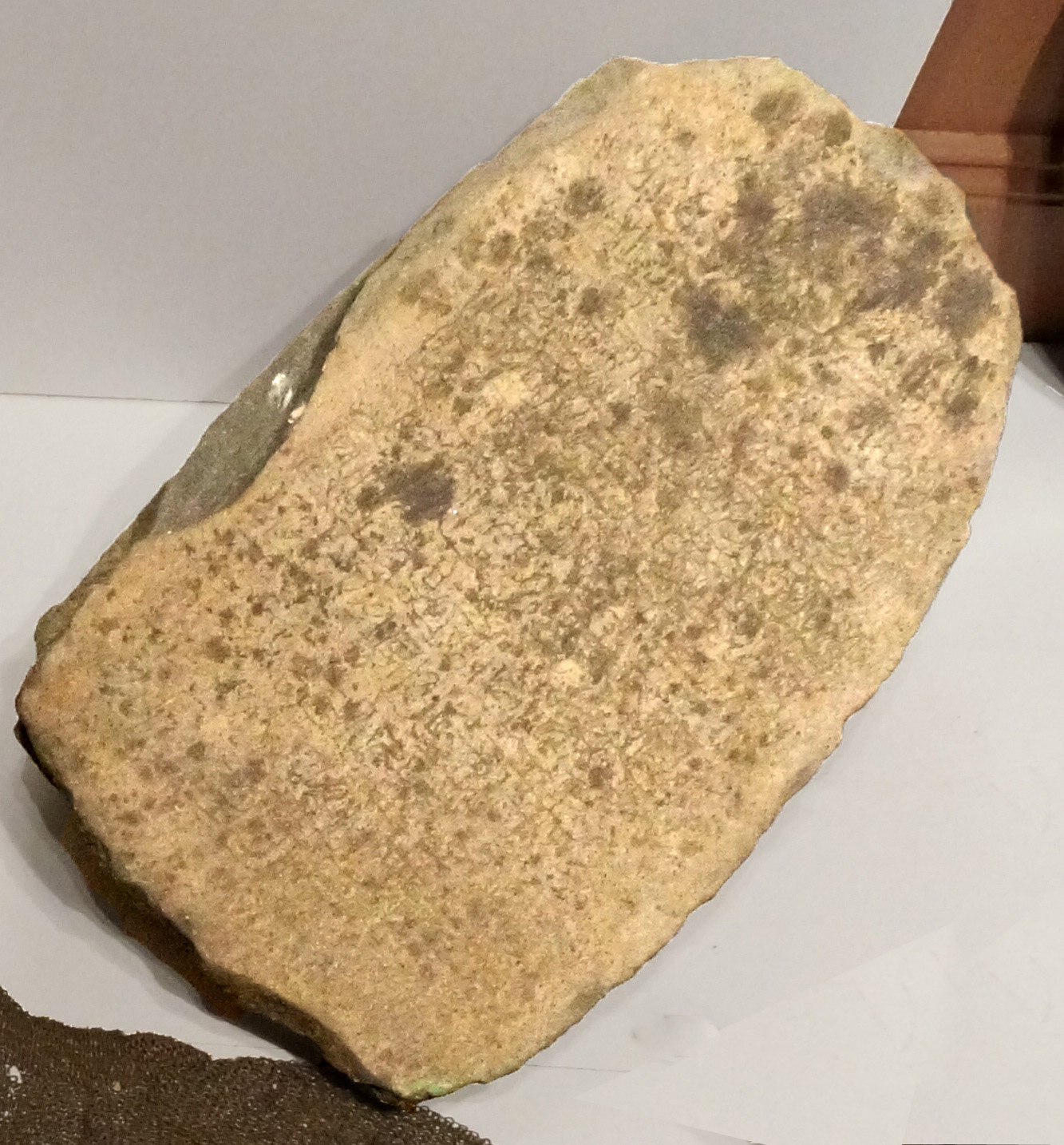
Pierre tombale du sultan Ahmad, mort en 1540.

Au XVe siècle, le sultanat voit son économie en déclin, mais il est de plus tributaire des empereurs éthiopiens. En 1464–1465, l'empereur Zara Yaqob pille Massaoua et l'archipel des Dahlak. En 1513, le sultanat devient vassal de la dynastie des Tahirides du Yémen, en conflit avec l'empire colonial portugais en 1517 et 1520, entraînant d'importantes destructions. En 1526, le sultan de Dahlak, Ahmad, est dégradé au rang de tributaire.
Le sultanat connaît une courte résurrection lors de la guerre adalo-éthiopienne, où le sultanat d'Adal conduit un djihad temporairement couronné de succès contre l'Empire éthiopien. Le sultan Ahmad joint ses forces à celles d'Adal et obtient en la ville portuaire de Hirgigo, avant la guerre propriété de Medri Bahri. En 1541 cependant, un an après la mort du sultan Ahmad, les Portugais reviennent et détruisent Dahlak. Seize ans plus tard, les îles sont occupées par l'Empire ottoman, qui les rattache à l'eyalet d'Habesh. Sous la domination ottomane, les îles Dahlak perdent finalement leur importance.

## Dahlak Kebir
Dahlak Kebir, un site archéologique sur l'île éponyme, contient des éléments datant de l'ère du sultanat. Près de 300 pierres tombales y ont été découvertes, attestant de la présence d'une population cosmopolite venant de l'ensemble du monde musulman. Les ruines de plusieurs qubbas (tombeau à coupole) y ont été décrites. 
La cité elle-même était composée de maisons construites en corail. Le site présente également plusieurs monticules artificiels. La population médiévale utilisait un système de citernes sophistiqué pour s'assurer un approvisionnement continue en eau douce.